# Fuirena rhizomatifera
Fuirena rhizomatifera är en halvgräsart som beskrevs av Tang och Fa Tsuan Wang. Fuirena rhizomatifera ingår i släktet Fuirena och familjen halvgräs. Inga underarter finns listade i Catalogue of Life.